# Tilapia pra
„Tilapia“ pra ist eine westafrikanische Buntbarschart, die in den Flüssen Pra, Anum, Birim, Ankobra, Tano und Bia im südwestlichen Ghana und in der südöstlichen Elfenbeinküste vorkommt.
Die Buntbarsche dieser Flüsse waren schon lange Zeit bekannt, wurden jedoch „Tilapia“ busumana zugerechnet. Die Terra typica von „Tilapia“ busumana ist der Bosumtwisee in Ghana. Die Flusspopulationen werden größer als „Tilapia“ busumana und unterscheiden sich auch in ihrem Brutverhalten von den Buntbarschen im Bosumtwisee. Für sie wurde deshalb im Jahr 2010 die Artbezeichnung „Tilapia“ pra eingeführt.

## Merkmale
Bei der Erstbeschreibung wurden für „Tilapia“ pra eine Standardlänge von 12,7 cm und eine Gesamtlänge von 17 cm angegeben. In älteren Publikationen wurden für die Flusspopulationen von „Tilapia“ busumana (jetzt „Tilapia“ pra) Längen von bis zu 25 cm veröffentlicht. „Tilapia“ pra hat einen hellbraunen bis grauen Rücken und einen gelben bis beigen Bauch, „Tilapia“ busumana hat dagegen einen bläulichen bis purpurfarbenen Rücken und eine wesentlich dunklere Unterseite als „Tilapia“ pra. Außerdem unterscheidet sich „Tilapia“ pra von „Tilapia“ busumana durch einen längeren letzten Stachelstrahl in der Rückenflosse (16,2–21,3 % vs. 11,6–14,9 % der SL), eine kürzere Unterlippe (8,0–10,7 % vs. 9,6–13,9 % der SL) und einen kürzeren Unterkiefer (9,9–13,6 % vs. 10,5–15,2 % der SL). Auf der vorderen unteren Pharyngealia hat „Tilapia“ pra zweispitzige Schlundzähne.
Verglichen mit Tilapia baloni und T. ruweti hat „Tilapia“ pra mehr Kiemenrechen auf dem unteren Ast des ersten Kiemenbogens (10–12 vs. 6–9). Von Tilapia guinasana unterscheidet sich die Art durch mehr Seitenlinienschuppen in der oberen Seitenlinie (18–22 vs. 14–17). Von Tilapia sparrmanii, der Typusart der Gattung Tilapia, unterscheidet sich „Tilapia“ pra durch mehr Seitenlinienschuppen in der oberen Seitenlinie (18–22 vs. 14–19), eine kürzere Afterflossenbasis (15,0–18,6 % vs. 18,0–23,8 % der SL) und weniger senkrechte Streifen auf den Körperseiten. Von Pelmatolapia mariae, P. cabrae und „Tilapia“ brevimanus unterscheidet sich „Tilapia“ pra durch die kräftigen, nicht spatenförmigen Zähne in den äußeren Zahnreihen. Die drei genannten Arten haben dagegen grazile, spatenförmige Zähne in den äußeren Zahnreihen.
- Flossenformel: Dorsale XIV–XVI/11–12, Anale III/8–10.

## Systematik
Bei einer Revision der substratlaichenden Tilapiini durch deutsche Wissenschaftler wurde eine nahe Verwandtschaft von „Tilapia“ pra, „Tilapia“ busumana und „Tilapia“ brevimanus mit der in Stromschnellen vorkommenden Buntbarschgattung Gobiocichla festgestellt und ein neuer Tribus für die Gattung Gobiocichla und ihre nächsten Verwandten eingeführt, die Gobiocichlini. Bis für die unmittelbaren Verwandten von Gobiocichla ein neuer Gattungsname eingeführt wird, verbleiben sie aber in ihren alten Gattungen.